# Ctenophthalmus nigeriensis
Ctenophthalmus nigeriensis är en loppart som beskrevs av Hastriter 2001. Ctenophthalmus nigeriensis ingår i släktet Ctenophthalmus och familjen mullvadsloppor. Inga underarter finns listade i Catalogue of Life.